# Distrito de Ainsty
El distrito de Ainsty o Ainsty de York fue un distrito histórico (wapentake) de Yorkshire, Inglaterra, al oeste de la ciudad de York. Originalmente era una subdivisión del Distrito Oeste de Yorkshire que, más tarde, pasó a tener el estatus de distrito.

## Geografía
Ainsty, en el área oeste de York, está delimitado por tres ríos: el río Nidd al norte; el río Ouse al este y el río Wharfe al sur. 
El distrito de Ainsty está repartido entre la ciudad de York, el municipio de Harrogatey y el distrito de Selby, todos en el Distrito Norte de Yorkshire.

## Historia
El nombre Ainsty se registra por primera vez en el Libro Domesday en 1086 (con el nombre Ainestig). El origen de su nombre se debe a la colina de Ainsty en Bilbrough.
La ciudad de York reclamó la jurisdicción sobre el área basándose en la Carta Real del Rey Juan I de Inglaterra otorgada a principios del siglo XIII. La validez de esta Carta Real fue objeto de disputa entre la ciudad y la corona. En 1280, este enfrentamiento terminó llevando a prisión al alcalde, cuando se comprobó que una cláusula del documento había sido alterado.
En 1449, el distrito de Ainsty se anexionó a York, y la autoridad local asumió el mando y se le concedieron "privilegios y franquiciados" para mejor su posición financiera. En 1463 el alcalde y el concejal fueron nombrados jueces de paz con la función de oyer and terminer.
Con la ley de corporaciones municipales de 1835, la ciudad de York pasó a ser un distrito municipal.  Y, más tarde, la ley de lindes de corporaciones municipales de 1836 decretó que Ainsty formaba parte del Distrito Oeste de Yorkshire a todos los efectos.
En el siglo XIX, Ainsty tenía dos divisiones: la oriental(o división York) y la occidental (o división Tadcaster)
Al igual que otras subdivisiones de condados, Ainsty nunca fue formalmente abolido, pero su función cesó en la segunda mitad del siglo XIX. Actualmente, el antiguo wapentake se divide entre la ciudad York, y los distritos no metropolitanos de Harrogate, Selby y Yorkshire del Norte.